# 우치하라역
우치하라역(일본어: 内原駅, うちはらえき)은 일본 이바라키현 미토시에 있는 동일본 여객철도의 철도역이다.

## 역 구조
단식 승강장 1면 1선과 섬식 승강장 1면 2선, 총 2면 3선을 보유하고 있는 지상역이다. 두 승강장은 과선교로 연결되어 있다.

### 승강장
| 1 | ■ 조반선      | 미토 · 히타치 · 다카하기 · 이와키 방면                                      |
| 2 | ■ 조반선      | 미토 · 히타치 · 다카하기 · 이와키 방면 (대피용)                             |
| 2 | ■ 조반선      | 쓰치우라 · 마쓰도 · 우에노 · 도쿄 · 시나가와 방면 (대피용) (우에노도쿄라인) |
| 3 | ■ 조반선      | 쓰치우라 · 마쓰도 · 우에노 · 도쿄 · 시나가와 방면 (우에노도쿄라인)          |
| 3 | ■ 미토선 직통 | 가사마 · 시모다테 · 유키 · 오야마 방면                                      |

## 역사
- 1889년 1월 16일 - 미토 철도의 역으로서 개업.
- 1892년 3월 1일 - 미토 철도가 일본 철도에게 노선을 양도.
- 1906년 11월 1일 - 국유화에 따라 국유철도의 역이 되었다.
- 1987년 4월 1일 - 민영화에 따라 동일본 여객철도의 소속이 되었다.
- 2006년 3월 8일 - 스이카의 사용이 개시되었다.

## 인접역
| 동일본 여객철도      | 동일본 여객철도 | 동일본 여객철도        |
| -------------------- | --------------- | ---------------------- |
| 도모베 시나가와 방면 | ■조반선         | 아카쓰카 다카하기 방면 |